# Rodologia

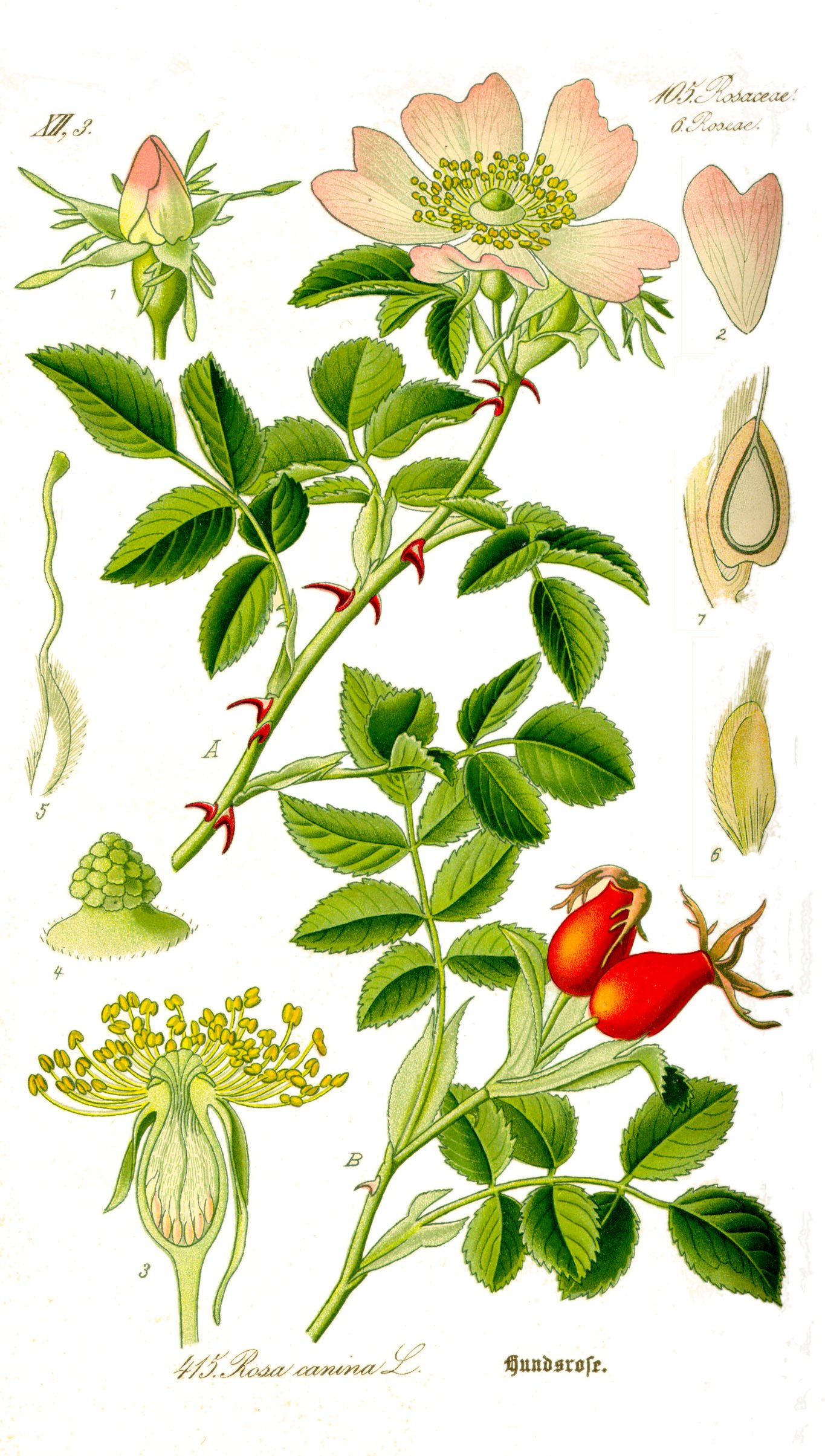
Róża dzika Rosa canina

Rodologia – jedna z dyscyplin naukowych w obrębie botaniki, której przedmiotem badań są róże – rodzaj roślin o wyjątkowo trudnej i skomplikowanej systematyce. Trudności w identyfikacji gatunków pociągają za sobą słabą znajomość ekologii, rozmieszczenia i biologii poszczególnych taksonów. Ta sytuacja wymusza istnienie wąskiej specjalizacji i odrębnej literatury naukowej poświęconej tej jednej grupie roślin.